# Blidi Wreh-Wilson
Blidi Bertrand Wreh-Wilson (* 5. Dezember 1989 in Malden, Massachusetts) ist ein US-amerikanischer American-Football-Spieler auf der Position des Cornerbacks. Er spielte für die Tennessee Titans, Atlanta Falcons und Tampa Bay Buccaneers in der National Football League (NFL).

## Frühe Jahre
Wreh-Wilson ging in Edinboro, Pennsylvania, auf die Highschool. Später besuchte er die University of Connecticut, wo er zwischen 2008 und 2012 Spiele für das College-Football-Team absolvierte.

## NFL

### Tennessee Titans
Wreh-Wilson wurde im NFL-Draft 2013 in der dritten Runde an 70. Stelle von den Tennessee Titans ausgewählt. Am 20. Juni 2013 unterschrieb er seinen Vertrag bei den Titans. In seiner ersten NFL-Saison absolvierte er 13 Spiele für die Titans, wo ihm 13 Tackles, ein verteidigter Pass und ein erzwungener Fumble gelangen. Ein Jahr später startete er in elf Saisonspielen und ihm gelangen 57 Tackles und 10 verteidigte Pässe. Außerdem erzielte er eine Interception. Am 28. August 2016 wurde er von den Titans vor Saisonstart entlassen.

### Atlanta Falcons
Am 29. November 2016 unterschrieb Wreh-Wilson einen Vertrag bei den Atlanta Falcons. Am 9. Dezember 2016 wurde er bereits wieder entlassen, jedoch drei Tage später erneut unter Vertrag genommen. Er erreichte mit den Falcons den Super Bowl LI, welcher aber mit 28:34 gegen die New England Patriots verloren wurde. In diesem Spiel kam er nicht zum Einsatz.
Am 10. März 2017 wurde sein Vertrag um ein Jahr verlängert.
Genau ein Jahr später, am 10. März 2018, unterschrieb er für ein weiteres Jahr bei den Falcons.
Am 22. Februar 2019 unterschrieb er erneut einen Ein-Jahres-Vertrag bei den Falcons. Am 31. März 2020 wurde er für ein weiteres Jahr bei den Falcons unter Vertrag genommen. Am dritten Spieltag der Saison 2020 fing er seine erste Interception für die Falcons im Spiel gegen die Chicago Bears, es folgten noch weitere zwei in der Saison.

### Las Vegas Raiders
Im Juni 2021 nahmen die Las Vegas Raiders Wreh-Wilson unter Vertrag. Am 31. August 2021 wurde er im Rahmen der Kaderverkleinerung auf 53 Spieler entlassen.

### Tampa Bay Buccaneers
Am 18. Oktober 2021 schloss Wreh-Wilson sich dem Practice Squad der Tampa Bay Buccaneers an. Er kam in einer Partie zum Einsatz, am 18. Januar 2022 wurde er entlassen.

## Persönliches
Wreh-Wilsons Eltern kommen ursprünglich aus Liberia.